# Myrmecoderus laevipennis
Myrmecoderus laevipennis är en skalbaggsart som först beskrevs av Horn 1893.  Myrmecoderus laevipennis ingår i släktet Myrmecoderus och familjen trädbasbaggar. Inga underarter finns listade i Catalogue of Life.